# Гоберт, Бой
Бой Кристиан Клее Го́берт (нем. Boy Christian Klée Gobert; 1925—1986) — немецкий и австрийский актёр и театральный режиссёр.

## Биография
Родился 5 июня 1925 года в Гамбурге, в семье сенатора Аскана Клее Гоберта (нем. Ascan Klée Gobert). Актёрскую карьеру начал в частном театре родного города Theater im Zimmer под руководством Гельмута Гмелина. В 1954 году, продолжая работать в театре, стал пробовать себя в кино, где играл в основном роли денди, снобов и бонвиванов. С 1960-го — на сцене венского театра «Бургтеатр». В 1961 году был удостоен Премии немецкой критики. 
В 1969-м Гоберт стал художественным руководителем гамбургского театра «Талия». Здесь он смог расширить и развить диапазон ролей. Играл в спектаклях, поставленных по произведениям мировой литературы, в т. ч. Ричарда III и Кориолана в одноимённых пьесах У. Шекспира, Фауста И. В. Гёте, а также в современной классике — спектаклях «Анатоль» Артура Шницлера и «Сноб» Карла Штернхейма. За свои заслуги в 1977 году получил награду Союза драматургов «Серебряный лист».
В 1980-м Бой Гоберт стал генеральным директором в структуре административного управления государственными театрами Берлина «Schauspielbühnen». Несмотря на успешное начало (постановку по роману Ганса Фаллады «Каждый умирает в одиночку» (Jeder stirbt für sich allein, режиссёр Петер Цадек), постановки Ганса Нойенфельса «Ифигения в Тавриде» (Iphigenie auf Tauris) И. В. Гёте, «Пентесилея» (Penthesilea) Генриха фон Клейста, «Die Schwärmer» Роберта Музиля и «Балкон» (Der Balkon) Жана Жене), впоследствии Гоберт был обвинён в конформизме, в результате чего после сезона 1984/85 Сенат принял решение больше не продлевать с ним контракт. Финальная постановка пьесы «Валленштейн» Ф. Шиллера с Гобертом в главной роли (режиссёр Клаус Эммерих, в сотрудничестве с Хайнером Мюллером) также была подвергнута жёсткой критике.
В сезоне 1986/87 Гоберт должен был принять руководство венским Театром в Йозефштадте (нем. Theater in der Josefstadt) и уже приступил к репетиции пьесы «Кто боится Вирджинии Вулф?» (нем. Wer hat Angst vor Virginia Woolf?), по произведению Эдварда Олби «Who’s Afraid of Virginia Woolf?», с Ингрид Андре в главной роли, но 30 мая 1986 года скоропостижно скончался от сердечной недостаточности в своём доме в Вене.

## Избранная фильмография
- Der Mustergatte (1956).
- K. und k. Feldmarschal (1956).
- Monpti («Монпти», 1957).
- Der kühne Schwimmer (1957).
- Viktor und Viktoria (1957).
- Ein Stück vom Himmel (1957).
- Peter Voss, der Millionendieb (1958).
- Die ideale Frau (1959).
- Paradies der Matrosen (1959).
- Pension Schöller (1960).
- Auf Engel schießt man nicht (1960).
- Wer sind Sie, Dr. Sorge? («Кто вы, доктор Зорге?», 1961).
- Junge Leute brauchen Liebe (1961).
- Die Fledermaus (1962).
- Der Verschwender (1964).
- Lady Hamilton — Zwischen Schmach und Liebe (1968).
- Schatten der Engel (1976).
- Kamikaze 1989 (1982).
- Die wilden Fünfziger (1983).

## Награды и премии
- Премия немецкой критики (1961, Deutscher Kritikerpreis).
- «Серебряная маска» (1973, Silberne Maske); награда общества театральных зрителей Гамбурга «Hamburger Volksbühne».
- «Серебряный лист» (1977, Silberne Blatt); награда Союза драматургов.
- «Золотая камера» (1980, Goldene Kamera); награда за участие в фильме «Der gute Doktor» в качестве рассказчика и актёра.